# Porsche Tennis Grand Prix 2009
Il Porsche Tennis Grand Prix 2009  è stato un torneo femminile di tennis giocato sulla terra rossa indoor. 
È stata la 32ª edizione del Porsche Tennis Grand Prix, che fa parte della categoria Premier nell'ambito del WTA Tour 2009.
Si è giocato nel Porsche Arena di Stoccarda in Germania, dal 27 aprile al 3 maggio 2009.

## Partecipanti

### Teste di serie
| Giocatrice          | Nazionalità | Ranking* | Testa di serie |
| ------------------- | ----------- | -------- | -------------- |
| Dinara Safina       | Russia      | 1        | 1              |
| Elena Dement'eva    | Russia      | 3        | 2              |
| Jelena Janković     | Serbia      | 4        | 3              |
| Viktoryja Azaranka  | Bielorussia | 8        | 4              |
| Svetlana Kuznecova  | Russia      | 9        | 5              |
| Nadia Petrova       | Russia      | 10       | 6              |
| Caroline Wozniacki  | Danimarca   | 11       | 7              |
| Agnieszka Radwańska | Polonia     | 12       | 8              |

- Ranking al 27 aprile 2009.

### Altre partecipanti
Giocatrici che hanno ricevuto una Wild card:
- Sabine Lisicki
- Anna-Lena Grönefeld

Giocatrici passate dalle qualificazioni:
- Cvetana Pironkova
- Alberta Brianti
- Karolina Šprem
- Andrea Petković

## Campioni

### Singolare
Svetlana Kuznecova ha battuto in finale  Dinara Safina con il punteggio di 6–4, 6–3

### Doppio
Bethanie Mattek-Sands /  Nadia Petrova hanno battuto in finale  Gisela Dulko /  Flavia Pennetta con il punteggio di 5–7, 6–3, 10–7